# نورالدین دیوه
نورالدین دیوه (انگلیسی: Noureddine Diwa; ۲۶ فوریهٔ ۱۹۳۷ – ۲۰ آوریل ۲۰۲۰) بازیکن فوتبال اهل تونس بود.
از باشگاه‌هایی که در آن بازی کرده‌است می‌توان به باشگاه فوتبال الملعب تونس و باشگاه فوتبال اسپرانس تونس اشاره کرد.
وی همچنین در تیم ملی فوتبال تونس بازی کرده‌است.